# Les Intrigues de madame de La Pommeraye
Pour plus de détails, voir Fiche technique et Distribution.
Les Intrigues de madame de La Pommeraye (Die Intrigen der Madame de La Pommeraye) est un film muet allemand réalisé par Fritz Wendhausen, sorti en 1922. 
Le scénario est inspiré de l’Histoire de Mme de la Pommeraye, extraite du roman Jacques le Fataliste et son maître de Denis Diderot. Le film est produit par l'éphémère compagnie Russo Film, spécialisée dans l'adaptation à l'écran d’œuvres littéraires. La première fut projetée le 20 janvier 1922 à Berlin au Tauentzienpalast.

## Fiche technique
- Titre original : Die Intrigen der Madame de La Pommeraye
- Titre français : Les Intrigues de Mme de La Pommeraye
- Réalisation : Fritz Wendhausen
- Scénario : Paul Beyer et Fritz Wendhausen, d'après le roman Jacques le Fataliste et son maître de Denis Diderot
- Société de production : Russo Film
- Société de distribution : Decla-Bioscop
- Pays de production :  République de Weimar
- Langue originale : aucune (film muet)
- Genre : comédie dramatique
- Dates de sortie :
  - République de Weimar : 20 janvier 1922

## Distribution
- Olga Gzovskaïa : Madame de La Pommeraye
- Margarete Schlegel : Jeanette d'Aisnon
- Grete Berger : madame d'Aisnon, mère de Jeanette d'Aisnon
- Alfred Abel
- Paul Hartmann